# It's a Man's Man's Man's World
It's a Man's Man's Man's World is een nummer van de Amerikaanse zanger James Brown. Het nummer kwam niet uit op een album, maar verscheen in april 1966 als single.

## Achtergrond
It's a Man's Man's Man's World is geschreven door Brown en Betty Jean Newsome. De titel is een woordspeling op de titel van de film It's a Mad, Mad, Mad, Mad World uit 1963. Brown nam het nummer op 16 februari 1966 op in de Talent Masters Studios in New York. In de tekst van het nummer worden alle uitvindingen van de moderne beschaving (de auto, de trein, de boot en het elektrische licht) toegeschreven aan mannen, maar wordt gezegd dat deze niets zouden betekenen zonder vrouwen. Ook constateert het nummer dat mannen speelgoed maken voor baby's en dat zij geld verdienen om dingen van andere mannen te kopen. De tekst van het nummer werd geschreven door Newsome en is gebaseerd op haar eigen ervaringen met de relatie tussen de twee geslachten. Later beweerde zij dat Brown niets van het nummer had geschreven en soms vergat om haar royalty's te betalen. In mei 1966 werden Brown, zijn platenmaatschappij King en zijn uitgeverij Dynatone aangeklaagd door Clamike Records voor copyrightschending van het nummer It's a Man's World (But What Would He Do Without a Woman) van Newsome.
De compositie van It's a Man's Man's Man's World werd ontwikkeld over een periode van een aantal jaar. In 1963 nam Tammi Terrell, destijds nog bekend als Tammy Montgomery, het nummer I Cried op, geschreven door Brown en gebaseerd op dezelfde akkoorden. In 1964 nam Brown zelf een demo van het nummer op onder de titel It's a Man's World. De uitgebrachte versie was in slechts twee takes opgenomen, met studiomuzikanten die bestonden uit Browns toenmalige liveband en een strijkerssectie door Sammy Lowe. Een vrouwenkoor was aanwezig tijdens de opnamesessie, maar hun bijdrage werd niet gebruikt in de uiteindelijke versie van het nummer. In 1970 nam Brown een nieuwe bigbandversie van het nummer op voor zijn album Soul on Top.
It's a Man's Man's Man's World bereikte de achtste plaats in de Amerikaanse Billboard Hot 100 en werd een nummer 1-hit in de R&B-lijsten in het land. In het Verenigd Koninkrijk werd de dertiende plaats behaald. In Nederland kwam het nummer tot plaats 19 in de Top 40, terwijl het in Vlaanderen tot de veertiende positie in de BRT Top 30 kwam. In 2004 zette het tijdschrift Rolling Stone het nummer op plaats 123 in hun lijst The 500 Greatest Songs of All Time.
It's a Man's Man's Man's World is gecoverd door onder meer Dianna Agron (in de televisieserie Glee), Christina Aguilera, Natacha Atlas, Axeela, Cher, Céline Dion, Edyta Górniak, Grand Funk Railroad, Grateful Dead, Etta James, Leela James, Tom Jones, Patricia Kaas, Brilliant, Katharine McPhee, Van Morrison, The Residents, Seal, Joss Stone, Waylon en Young the Giant. Verder is het gesampled door 2Pac (Tradin War Stories), Macy Gray (Ghetto Love), Heavy D & the Boyz (You Ain't Heard Nuttin' Yet), Ice Cube (It's a Man's World), Michael Jackson (Bad), Alicia Keys (Fallin'), Beanie Sigel (Man's World) en Wu-Tang Clan (Gravel Pit). Hiernaast is het gebruikt in de films A Bronx Tale (1993), Gun Shy (2000), Think Like a Man (2012) en Get on Up (2014, over het leven van Brown).

## Donald Trump
Donald Trump gebruikte het uiterst masculine nummer in zijn campagne van 2024, die hem een tweede termijn opleverde. Volgens de analyses kreeg hij veel stemmen van zwarte en latino mannen. Deze kiezers behoren traditioneel tot het Democratische electoraat, maar het "woke" imago van Kamala Harris en de misogyne campagne van Trump deden de kansen keren. James Brown kon niet meer, zoals andere artiesten, protesteren tegen het gebruik van zijn muziek door Trump.

## Hitnoteringen

### Nederlandse Top 40
| Hitnotering: 02-07-1966 t/m 06-08-1966 | Hitnotering: 02-07-1966 t/m 06-08-1966 | Hitnotering: 02-07-1966 t/m 06-08-1966 | Hitnotering: 02-07-1966 t/m 06-08-1966 | Hitnotering: 02-07-1966 t/m 06-08-1966 | Hitnotering: 02-07-1966 t/m 06-08-1966 | Hitnotering: 02-07-1966 t/m 06-08-1966 | Hitnotering: 02-07-1966 t/m 06-08-1966 |
| Week                                   | 1                                      | 2                                      | 3                                      | 4                                      | 5                                      | 6                                      |                                        |
| -------------------------------------- | -------------------------------------- | -------------------------------------- | -------------------------------------- | -------------------------------------- | -------------------------------------- | -------------------------------------- | -------------------------------------- |
| Positie                                | 30                                     | 25                                     | 21                                     | 19                                     | 28                                     | 36                                     | uit                                    |

### NPO Radio 2 Top 2000
| Nummer met noteringen in de NPO Radio 2 Top 2000 | '99 | '00  | '01  | '02 | '03 | '04 | '05  | '06  | '07  | '08  | '09  | '10 | '11 | '12 | '13 | '14 | '15 | '16  | '17  | '18  | '19  | '20  | '21  |
| ------------------------------------------------ | --- | ---- | ---- | --- | --- | --- | ---- | ---- | ---- | ---- | ---- | --- | --- | --- | --- | --- | --- | ---- | ---- | ---- | ---- | ---- | ---- |
| It's a Man's Man's Man's World                   | 813 | 1385 | 1474 | 888 | 987 | 903 | 1085 | 1300 | 1053 | 1085 | 1022 | 830 | 569 | 771 | 771 | 743 | 953 | 1082 | 1226 | 1412 | 1814 | 1594 | 1955 |

1. ↑  Een vetgedrukt getal geeft de hoogste notering aan.
2. ↑  Deze tabel is bijgewerkt tot en met de laatste editie (2024).